# Badische VIII c
| Badische VIII c         | Badische VIII c              | Badische VIII c              |
| ----------------------- | ---------------------------- | ---------------------------- |
| Nr. 632                 |                              |                              |
| Nummerierung:           | 518 und 519                  | 538–549, 629–634, 691–702    |
| Anzahl:                 | 2                            | 30                           |
| Hersteller:             | Grafenstaden                 | MBG Karlsruhe, Esslingen     |
| Baujahr(e):             | 1893                         | 1895, 1899, 1900             |
| Ausmusterung:           | bis 1925                     | bis 1925                     |
| Bauart:                 | B'B n4v                      | B'B n4v                      |
| Spurweite:              | 1.435 mm                     | 1.435 mm                     |
| Länge über Puffer:      | 16.760 mm                    | 16.760 mm                    |
| Höhe:                   | 4150 mm                      | 4150 mm                      |
| Gesamtradstand:         | 5800 mm                      | 5800 mm                      |
| Radstand mit Tender:    | 12.300 mm                    | 12.300 mm                    |
| Leermasse:              | 51,6 t                       | 51,6 t                       |
| Dienstmasse:            | 57,8 t                       | 57,8 t                       |
| Reibungsmasse:          | 57,8 t                       | 57,8 t                       |
| Radsatzfahrmasse:       | 14,45 t                      | 14,45 t                      |
| Höchstgeschwindigkeit:  | 45 km/h                      | 45 km/h                      |
| Kuppelraddurchmesser:   | 1.260 mm                     | 1.260 mm                     |
| Steuerungsart:          | Heusinger                    | Heusinger                    |
| Zylinderanzahl:         | 4                            | 4                            |
| ND-Zylinderdurchmesser: | 600 mm                       | 600 mm                       |
| HD-Zylinderdurchmesser: | 390 mm                       | 390 mm                       |
| Kolbenhub:              | 600 mm                       | 600 mm                       |
| Kesselüberdruck:        | 12,0 bar                     | 13,0 bar                     |
| Anzahl der Heizrohre:   | 206                          | 206                          |
| Heizrohrlänge:          | 4300 mm                      | 4300 mm                      |
| Rostfläche:             | 1,96 m²                      | 1,93 m²                      |
| Strahlungsheizfläche:   | 10,38 m²                     | 9,66 m²                      |
| Rohrheizfläche:         | 125,23 m²                    | 125,23 m²                    |
| Verdampfungsheizfläche: | 135,61 m²                    | 134,89 m²                    |
| Bremse:                 | Druckluftbremse Westinghouse | Druckluftbremse Westinghouse |
| Tenderbauart:           | 3 T 13,5 und 3 T 14          | 3 T 13,5 und 3 T 14          |

Die Dampflokomotiven der Gattung VIII c der Großherzoglichen Badischen Staatseisenbahn waren Güterzuglokomotiven der Bauart Mallet.
Die Maschinen wurden von der Elsässischen Maschinenbau-Gesellschaft Grafenstaden für die Schwarzwaldbahn entwickelt. Mit der Bauart Mallet versuchte man eine hohe Leistungsfähigkeit und gleichzeitig gutes Kurvenlaufverhalten zu erreichen. Damit sollte die Nutzung von Vorspannlokomotiven entbehrlich werden.
Die Lokomotiven hatten einen sehr unruhigen Lauf und zeigten eine starke Neigung zum Schleudern. Auch die Unterhaltungskosten waren höher als bei vergleichbaren Lokomotiven. Nach der Lieferung der zwei Exemplare von Grafenstaden, wurden 1895 von der Maschinenbaugesellschaft Karlsruhe zwölf Lokomotiven und 1899/1900 von der Maschinenfabrik Esslingen 18 nachgebaut.
Neun Lokomotiven mussten nach dem Ersten Weltkrieg als Reparationsleistungen abgegeben. Acht Maschinen kamen nach Frankreich und erhielten die Nummern 4751 bis 4758 bei der Chemin de Fer de l’Est, eine Lok kam nach Belgien. Diese erhielt die Nummer B 9900. Im Umzeichnungsplan der Deutschen Reichsbahn für Länderbahnlokomotiven wurde den Lokomotiven die Baureihenbezeichnung 55.61 zugeteilt. Da bis 1925 alle Lokomotiven ausgemustert waren, entfiel die Umzeichnung.

## Konstruktive Merkmale
Die Lokomotiven besaßen einen innenliegenden Blechrahmen. Der geniete Langkessel bestand aus drei Schüssen. Der Dampfdom mit dem Ventilregler saß auf dem mittleren Schuss. Davor und dahinter befand sich jeweils ein Sandkasten. Die Einströmrohre waren außenliegend angeordnet. Das Triebwerk war als Vierzylinder-Nassdampf-Verbundtriebwerk ausgeführt. Die waagerecht außenliegenden Niederdruckzylinder wirkten auf das vordere Radsatzpaar und die Hochdruckzylinder auf das hintere. Die Kraftübertragung erfolgte jeweils auf die hintere Kuppelachse. Der Kreuzkopf war mittels zwei Schienen geführt. Die Heusingersteuerung war außenliegend.
Zur Abfederung dienten je Kuppelachse ein paar Blattfedern, die sich unterhalb der Achslager befanden. Die zwei Federn der beiden Radsatzpaare waren mittels Ausgleichhebel verbunden. Die Lokomotiven besaßen Druckluftbremsen der Bauart Westinghouse. Es wurden die jeweils hinteren Achsen von vorn gebremst.
Die Maschinen waren mit Schlepptendern der Bauarten bad 3 T 13,5 oder bad 3 T 14 ausgestattet.